# Мартін Вольфрам
Мартін Вольфрам (нім. Martin Wolfram, 29 січня 1992) — німецький стрибун у воду.
Учасник Олімпійських Ігор 2012, 2016, 2020 років.
Призер Чемпіонату Європи з водних видів спорту 2013, 2020 років.